# Aperittochelifer
Aperittochelifer es un género de arácnido del orden Pseudoscorpionida de la familia Cheliferidae.

## Especies
Las especies de este género son:
- Aperittochelifer beieri Jedryczkowski, 1992
- Aperittochelifer capensis (Hewitt & Godfrey, 1929)
- Aperittochelifer minusculus (Ellingsen, 1912)
- Aperittochelifer protractus (Hewitt & Godfrey, 1929)
- Aperittochelifer transvaalensis Beier, 1964
- Aperittochelifer zumpti Beier, 1964